# Donja Budriga
Donja Budriga en serbe latin et Budrikë e Poshtme en albanais (en serbe cyrillique : Доња Будрига) est une localité du Kosovo située dans la commune/municipalité de Gjilan/Gnjilane, district de Gjilan/Gnjilane (Kosovo) ou district de Kosovo-Pomoravlje (Serbie). Selon le recensement kosovar de 2011, elle compte 335 habitants, dont une majorité de Serbes.
Selon le découpage administratif du Kosovo, le village est rattaché à la commune/municipalité de Parteš/Partesh.

## Démographie

### Évolution historique de la population dans la localité
| 1948 | 1953 | 1961 | 1971 | 1981  | 1991  | 2011 |
| ---- | ---- | ---- | ---- | ----- | ----- | ---- |
| 617  | 689  | 801  | 983  | 1 018 | 1 178 | 335  |

|  |